# Замятин, Евгений Николаевич
Евге́ний Никола́евич Замя́тин (22 января 1947, д. Замятино, Сметанинское сельское поселение Кировской области — 1 июля 1993 пос. Талакан, Бурейский район, Амурская область) — советский поэт и журналист, редактор. Член Союза писателей СССР (1979).

## Биография
Начал работать с пятнадцати лет, после окончания девяти классов средней школы. В 1966 году в возрасте девятнадцати лет уехал в Казахстан, где работал плотником на строительстве Карагандинского металлургического комбината, заточником резцов на металлургическом комбинате Нижнего Тагила. С 1966 года проживал в Казахстане в Темиртау. Работал на строительстве Ермаковской ГРЭС.
В 1969 году в возрасте 22 лет опубликовал в Алма-Ате первый сборник стихов «Я не видел отца».
Служил в рядах Советской Армии в войсках Уральского военного округа. 
После службы некоторое время работал заведующим музея-квартиры писателя А. П. Бондина. Затем совмещал работу заточником на Нижнетагильском металлургическом комбинате с учёбой в вечерней школе.
В 1974 году опубликовал в Свердловске второй сборник стихов «Дикотравье» и поступил на заочное отделение Литературного института им. А. М. Горького. В том же 1974 году переехал на Сахалин, поселился в Углегорске, работая сначала литературным сотрудником, корреспондентом, заведующим отделом, затем редактором газеты «Ленинское знамя».
Участник IX Всесоюзного фестиваля молодых поэтов братских республик в Душанбе (1976).
В 1977 году опубликовал в Москве в издательстве «Современник» третью книгу стихов «Перекаты».
Публиковался в журналах «Молодая гвардия», «Юность», «Простор», «Дальний Восток», в альманахе «Поэзия», сборнике «Сахалин», в газетах «Амурская правда» и «Амурский комсомолец».
В 1979 году вступил в Союз писателей СССР. В 1980 году опубликовал в Южно-Сахалинске четвёртую книгу стихов «Одолень».
В 1985 году переехал в Амурскую область, работал  в Благовещенске заведующим редакционно-издательского отдела Благовещенского сельхозинститута. Переселился в посёлок Талакан, где работал редактором многотиражной газеты «Амурский гидростроитель», освещающей строительство Бурейской ГЭС. Последняя книга стихов — «Рунный ход» (по сахалинским мотивам, 1988).
Член КПСС и Союза писателей СССР, делегат съездов писателей РСФСР (1979, 1982). Автор пяти книг стихотворений и поэм.
Умер 15 июля 1993 года. Похоронен в Талакане.
Семья
Отец был колхозным кузнецом, участник Великой Отечественной войны. Пехотинец. Возвратившись после Победы в родной колхоз, вновь встал к кузнечному горну.

## Творчество

### Избранные публикации
Книги стихов
- Я не видел отца: Стихи. — Алма-Ата: Жазушы, 1969. — 38 с.
- Дикотравье: Стихи. — Свердловск: Средне-Уральское книжное издательство, 1974. — 63 с.
- Перекаты: Стихи. — М.: Современник, 1977. — 78 с. — (Серия «Новинки „Современника“»).
- Одолень: Стихи. — Южно-Сахалинск: Дальневост. кн. изд-во, Сахал. отд-ние, 1980. — 95 с: ил.
- Рунный ход: Стихи и поэмы. — Хабаровск: Книжное издательство, 1988. — 96 с.

Публикации в периодических изданиях и сборниках
- Рабочая слава: Стихи // Сахалин. 75.: Лит.-худож. сб. — Юж.-Сахалинск, 1975. — С. 71.
- Андрюшкин дед: Стихи // Дальний Восток. — 1978. — № 9. — С. 53—55.
- Резцевик; Сахалинец: Стихи // Юность. — 1978. — № 3. — С. 25.
- Даллия: Стихи // Молодая гвардия. — 1979. — 6 января.
- В забое; Вот работка!; Рыбаки; Баня: Стихи // Амурская правда. — 1985. — 20 сентября.
- Форель и соловей; Весна; Рыбак; За увалами гор: Стихи // Амурский комсомолец. — 1985. — 15 декабря.
- «Как звонко звучит твое имя…»; «У любви различные причуды…»: Стихи // Амурский комсомолец. — 1986. — 7 марта.
- С партией; Вечное имя; «Я с детства не люблю…»: [Стихи] // Советское Приамурье (Райчихинск). — 1986. — 2 августа.
- У Талаканского створа: Стихи // Амурская правда. — 1986. — 1 мая.
- «Чем дальше дата…»: Стихи // Амурская правда. — 1986. — 21 февраля.
- Мой край; Лесная саранка; Сахалинская рыбалка: (Стихи) // Амурская правда. — 1987. — 17 января.
- Стихи // Ступени: литературный альманах / Литератур. студия «Ступени», Администрация г. Н. Тагил; [ред. и сост. В. А. Овсепьян, И. В. Каренина; гл. ред. Ю. А. Золотухин; фот. Е. Ионовой, И. Каверды]. — Нижний Тагил: ТРМ, 2007. — 326 с. — ISBN 978-5-903440-03-0